# Savan Kotecha
 (mars 2019).
Si vous disposez d'ouvrages ou d'articles de référence ou si vous connaissez des sites web de qualité traitant du thème abordé ici, merci de compléter l'article en donnant les références utiles à sa vérifiabilité et en les liant à la section « Notes et références ».
Savan Kotecha est un auteur-compositeur-interprète et coach vocal américain d'origine indienne né à Austin au Texas. Kotecha a vendu plus de 60 millions de disques avec des artistes comme Usher, Enrique Iglesias, Carrie Underwood, Britney Spears, One Direction et Céline Dion.

## Carrière
Parmi les single qu'il a composé, celui de Carrie Underwood' " Inside Your Heaven, de Glee " Loser Like Me ", de Britney Spears " I Wanna Go " et " If U Seek Amy ", " DJ Got Us Fallin' in Love" de Usher, " T-Shirt " de Shontelle, " If I Had You " de Adam Lambert et " I Got You " de Leona Lewis, ceux-ci sont au top 1 des ventes aux États-Unis.
What Makes You Beautiful qu'il a écrite pour les One Direction a été classé dans le top 10 au Royaume-Uni ainsi que The club is alive de JLS, Start Without You et Broken Heels de Alexandra Burke, T-shirt de Shontelle, Obvious et Amazing Us Against The World de Westlife ainsi que No U Hang Up et Breathless de Shayne Ward. Ses chansons ont remporté quatre prix des BMI et deux de Billboard Music Awards.
Savan Kotecha est coach vocal de X Factor Royaume-Uni en 2010 et coach vocal de X Factor États-Unis en 2011.

### Discographie

#### 2015
- R5 "Let's Not Be Alone Tonight"

#### 2011
- Christian TV Love2Baby
- Glee Cast : Loser Like Me (Top 6 aux États-Unis)
- Glee Cast : Light up the world (Top 33 aux États-Unis)
- Britney Spears : I Wanna Go (Top 7 aux États-Unis)
- Britney Spears : Up n'Down
- Victoria Justice : Beggin' (on your knees) (Top 58 aux États-Unis)
- Victoria Justice : Best Friends Brother (Top 86 aux États-Unis)
- BC Jean : I'll Survive You
- Il Divo : Sempre Sempre
- Laza Morgan : One By One
- One Direction : What Makes You Beautiful (Top 1 au Royaume-Uni)
- One Direction : Na Na Na
- One Direction : "I Wish"
- One Direction : One Thing
- One Direction : Up All Night
- One Direction : Save You Tonight
- Cher Lloyd : With Ur Love
- Cher Lloyd : Want U Back
- Cher Lloyd : Grow Up
- Cher Lloyd : Over The Moon
- Carolina Liar : All That Comes Out Of My Mouth

#### 2010
- Miranda Cosgrove : Oh Oh
- JLS : The Club Is Alive (Top 1 au Royaume-Uni)
- Alexandra Burke : Start Without You" (Top 1 au Royaume-Uni)
- Alexandra Burke : What Happens on the Dance floor
- Usher : DJ Got Us Falling In Love (Top 4 aux États-Unis)
- Shayne Ward : Close To Close
- Shayne Ward : Obsession
- Westlife : I Get Weak

#### 2009
- Paula Deanda : Roll The Credits (Top 37 aux États-Unis)
- Paul Potts : Mamma
- Jessie James : I Look So Good (Without You) (Top 43 aux États-Unis)
- Jessie James : Burn It Up
- Jada : Break Up Song
- Days Difference Speakers
- Space Cowboy : Boyfriends Hate Me
- Alexandra Burke : Broken Heels (Top 8 au Royaume-Uni)
- Alexandra Burke : The Silence (Top 16 au Royaume-Uni)
- Alexandra Burke : 'Dumb
- Alexandra Burke : Gotta Go
- Carrie Underwood : Quitter
- Allison Iraheta : Friday I'll Be Over U
- Allison Iraheta : Just Like You
- Leona Lewis : I Got You (Top 14 au Royaume-Uni)
- Leona Lewis : Brave
- Leona Lewis : Naked
- Leona Lewis :' 'Outta My Head
- Adam Lambert : "If I Had You" (Top 15 aux États-Unis)
- Westlife : Where We Are
- Westlife : No More Heroes

#### 2008
- The Three Graces : You'll Be Watching
- Shontelle : T Shirt (Top 36 aux États-Unis) (Top 6 au Royaume-Uni)
- ICarly Soundtrack/Miranda Cosgrove : Stay My Baby
- Jordan Pruitt : My Shoes (Radio Disney #11)
- Delta Goodrem : I Can't Break It My To My Heart (Top 13 en Australie)
- Lesley Roy : Phsyco B** ch
- Leon Jackson : Stargazing
- Leon Jackson : Fingerprints
- Same Difference : Right Between The Eyes
- Britney Spears : If U Seek Amy (Top 19 aux États-Unis)

#### 2007
- Enrique Iglesias : Ring My Bells
- Delta Goodrem : I Can't Break It To My Heart (Top 13 en Australie)
- Journey South : Do You Think Of Me
- Journey South : I'll Be Your Desire
- Westlife: Us Against The World (Top 8 au Royaume-Uni)
- Westlife : Something Right
- Westlife : The Easy Way
- Westlife : Pictures In My Head
- Celine Dion : Eyes On Me
- Shayne Ward : If That's OK with You (Top 2 au Royaume-Uni)
- Shayne Ward : No U Hang UP (Top 2 au Royaume-Uni)
- Shayne Ward : Breathless (Top 6 au Royaume-Uni)
- Shayne Ward : Damaged
- Shayne Ward : Some Tears Never Dry
- Shayne Ward : Until You
- Shayne Ward : Melt the Snow
- Shayne Ward : U Got Me So
- Shayne Ward : You Make Me Wish

#### 2006
- Edurne : Un Dolor Silencioso
- Il Divo : Una Noche
- Shayne Ward : Stand By Me (Top 14 au Royaume-Uni)
- Shayne Ward : Something Worth Living For
- Shayne Ward : A Better Man
- Stephanie McIntosh : You Should Have Lied
- Vanessa Hudgens : Say OK (Top 61 aux États-Unis)
- Vanessa Hudgens : Whatever Will Be

#### 2005
- Tammin : Pointless Relationship (Top 5 en Australie)
- Tammin : Whatever Will Be' (Top 13 en Australie)
- Tammin : Almost Me
- Carrie Underwood : Inside Your Heaven (Top 1 aux États-Unis)
- Céline Dion : Let Your Heart Decide
- Westlife : Amazing (Top 4 au Royaume-Uni)
- Westlife : Colour My World
- Westlife : Hit You With The Real Thing
- Westlife : Maybe Tomorrow
- Westlife : Miss You When I'm Dreaming
- Westlife : Still Here

#### 2002-2004
- Dannii Minogue : Love Fight
- Il Divo : Mama
- Westlife : Obvious (Top 3 au Royaume-Uni)
- Westlife : Heal
- Westlife : When a Woman Loves a Man'
- Lindsay Lohan : Disconnected
- Lindsay Lohan : Symptoms Of You
- Ryan Cabrera : Shame on Me
- Geri Halliwell : Ride It (Top 3 au Royaume-Uni)

### Discographie Europe

#### 2006
- Agnes : On Top Of The World

#### 2007
- Stanfour : It's Not Over
- Amy Diamond : Stay My Baby (Top 4 en Suède)
- Lisa Bund : Closer
- E Type : True Believer (Top 1 en Suède)
- Ola : Rain (Top 1 en Suède)
- Stephanie McIntosh : You Should Have Lied
- Marilou : Ce Monde Est Fait Pour Nous
- Marilou : Je Pars Sans Toi

#### 2008
- Emilia de Poret : I Can
- Charlotte Perrelli : "Appreciate"
- News : "Liar" (Top 1 au Japon)
- Monrose : Stained
- Jonathan Fagerlund : A Little More
- Jonathan Fagerlund : If I Can't Love You Anymore
- Cortes : Mama

#### 2009
- No Angels : Minute By Minute
- No Angels : Thunderstorm